# ۲۷ (قمری)
۲۷ (قمری)، بیست و هفتمین سال در گاهشماری هجری قمری است. اول محرم این سال برابر با دهم اکتبر سال ۶۴۷ میلادی است.